# Česko na mistrovství světa ve vodním slalomu
Čeští slalomáři na mistrovství světa ve vodním slalomu v roce 1993 navázali na úspěchy československé reprezentace z let 1949-1991, která získala 119 medailí (33/45/41) během 22 mistrovství.
Čeští slalomáři mají po 16 MS v roce 2017 celkem 63 medailí (26/20/17).

## Přehled medailí
| Rok                 | Místo               | Zlato | Stříbro | Bronz | Celkem |
| ------------------- | ------------------- | ----- | ------- | ----- | ------ |
| MS 1993             | Mezzana             | 2     | 0       | 1     | 3      |
| MS 1995             | Nottingham          | 1     | 0       | 1     | 2      |
| MS 1997             | Três Coroas         | 0     | 3       | 1     | 4      |
| MS 1999             | La Seu d'Urgell     | 3     | 0       | 1     | 4      |
| MS 2002             | Bourg-Saint-Maurice | 1     | 1       | 2     | 4      |
| MS 2003             | Augsburg            | 3     | 1       | 1     | 5      |
| MS 2005             | Penrith             | 1     | 0       | 1     | 2      |
| MS 2006             | Praha               | 2     | 2       | 1     | 5      |
| MS 2007             | Foz do Iguaçu       | 1     | 1       | 3     | 5      |
| MS 2009             | La Seu d'Urgell     | 1     | 0       | 0     | 1      |
| MS 2010             | Tacen (Lublaň)      | 1     | 2       | 1     | 4      |
| MS 2011             | Bratislava          | 1     | 1       | 1     | 3      |
| MS 2013             | Praha               | 3     | 3       | 0     | 6      |
| MS 2014             | Deep Creek Lake     | 0     | 2       | 1     | 3      |
| MS 2015             | Londýn              | 4     | 2       | 0     | 6      |
| MS 2017             | Pau                 | 2     | 2       | 2     | 6      |
| MS 2018             | Rio de Janeiro      | 0     | 2       | 2     | 4      |
| MS 2019             | La Seu d'Urgell     | 1     | 2       | 1     | 4      |
| MS 2021             | Bratislava          | 2     | 2       | 1     | 5      |
| MS 2022             | Augsburg            |       |         |       |        |
| Celkem (po MS 2021) | Celkem (po MS 2021) | 29    | 26      | 21    | 76     |

## Seznam medailistů
Tabulku podle jmen lze filtrovat, u hlídek jsou za prvním medailistou ve zkratce uvedeni i další členové družstva.

### Muži C1 kánoe
| Mistrovství      | Jméno            | Zlato         | Stříbro          | Bronz            |
| ---------------- | ---------------- | ------------- | ---------------- | ---------------- |
| 1997 Três Coroas | Lukáš Pollert    |               | Stříbrná medaile |                  |
| 2006 Praha       | Stanislav Ježek  |               |                  | Bronzová medaile |
| 2021 Bratislava  | Václav Chaloupka | Zlatá medaile |                  |                  |

### Muži C1 hlídky kánoe
| Mistrovství              | Jméno                                           | Zlato         | Stříbro          | Bronz            |
| ------------------------ | ----------------------------------------------- | ------------- | ---------------- | ---------------- |
| 2002 Bourg-Saint-Maurice | Přemysl Vlk , Jan Mašek, Stanislav Ježek        | Zlatá medaile |                  |                  |
| 2003 Augsburg            | Tomáš Indruch, Jan Mašek, Stanislav Ježek       |               |                  | Bronzová medaile |
| 2005 Penrith             | Tomáš Indruch, Jan Mašek, Stanislav Ježek       |               |                  | Bronzová medaile |
| 2006 Praha               | Tomáš Indruch, Jan Mašek, Stanislav Ježek       |               | Stříbrná medaile |                  |
| 2007 Foz do Iguaçu       | Stanislav Ježek, Tomáš Indruch, Jan Mašek       |               |                  | Bronzová medaile |
| 2010 Tacen               | Stanislav Ježek, Jan Mašek, Michal Jáně         |               |                  | Bronzová medaile |
| 2011 Bratislava          | Stanislav Ježek, Vítězslav Gebas, Tomáš Indruch |               |                  | Bronzová medaile |
| 2014 Deep Creek Lake     | Michal Jáně, Vítězslav Gebas, Jan Mašek         |               | Stříbrná medaile |                  |
| 2021 Bratislava          | Lukáš Rohan, Václav Chaloupka, Vojtěch Heger    |               | Stříbrná medaile |                  |

### Muži C2 kánoe
| Mistrovství              | Jméno                          | Zlato         | Stříbro          | Bronz            |
| ------------------------ | ------------------------------ | ------------- | ---------------- | ---------------- |
| 1993 Mezzana             | Miroslav Šimek, Jiří Rohan     | Zlatá medaile |                  |                  |
| 1997 Três Coroas         | Jiří Rohan, Miroslav Šimek     |               |                  | Bronzová medaile |
| 1999 La Seu d'Urgell     | Marek Jiras, Tomáš Máder       | Zlatá medaile |                  |                  |
| 2002 Bourg-Saint-Maurice | Marek Jiras, Tomáš Máder       |               |                  | Bronzová medaile |
| 2003 Augsburg            | Jaroslav Volf, Ondřej Štěpánek |               | Stříbrná medaile |                  |
| 2006 Praha               | Jaroslav Volf, Ondřej Štěpánek | Zlatá medaile |                  |                  |
| 2013 Praha               | Jaroslav Volf, Ondřej Štěpánek |               | Stříbrná medaile |                  |

### Muži C2 hlídky kánoe
| Mistrovství          | Jméno                                                                                         | Zlato         | Stříbro          | Bronz            |
| -------------------- | --------------------------------------------------------------------------------------------- | ------------- | ---------------- | ---------------- |
| 1993 Mezzana         | Marek Jiras, Tomáš Máder, Petr Štercl, Pavel Štercl, Jiří Rohan, Miroslav Šimek               | Zlatá medaile |                  |                  |
| 1995 Nottingham      | Jiří Rohan, Miroslav Šimek, Pavel Štercl, Petr Štercl, Jaroslav Pospíšil, Jaroslav Pollert    | Zlatá medaile |                  |                  |
| 1997 Três Coroas     | Jiří Rohan, Miroslav Šimek, Petr Štercl, Pavel Štercl, Marek Jiras, Tomáš Máder               |               | Stříbrná medaile |                  |
| 1999 La Seu d'Urgell | Marek Jiras, Tomáš Máder, Jaroslav Volf, Ondřej Štěpánek, Jaroslav Pospíšil, Jaroslav Pollert | Zlatá medaile |                  |                  |
| 2003 Augsburg        | Jaroslav Volf, Ondřej Štěpánek, Jaroslav Pospíšil, Jaroslav Pollert, Marek Jiras, Tomáš Máder | Zlatá medaile |                  |                  |
| 2006 Praha           | Marek Jiras, Tomáš Máder, Jaroslav Volf, Ondřej Štěpánek, Jaroslav Pospíšil, Jaroslav Pollert | Zlatá medaile |                  |                  |
| 2007 Foz do Iguaçu   | Jaroslav Volf, Ondřej Štěpánek, Marek Jiras, Tomáš Máder, Jaroslav Pospíšil, David Mrůzek     | Zlatá medaile |                  |                  |
| 2010 Tacen           | Jaroslav Volf, Ondřej Štěpánek, Tomáš Koplík, Jakub Vrzáň, Lukáš Přinda, Jan Havlíček         |               | Stříbrná medaile |                  |
| 2013 Praha           | Ondřej Karlovský, Jakub Jáně, Jonáš Kašpar, Marek Šindler, Jaroslav Volf, Ondřej Štěpánek     | Zlatá medaile |                  |                  |
| 2014 Deep Creek Lake | Ondřej Karlovský, Jakub Jáně, Jonáš Kašpar, Marek Šindler, Tomáš Koplík, Jakub Vrzáň          |               |                  | Bronzová medaile |

### Muži K1 kajak
| Mistrovství              | Jméno             | Zlato         | Stříbro          | Bronz            |
| ------------------------ | ----------------- | ------------- | ---------------- | ---------------- |
| 1995 Nottingham          | Jiří Prskavec     |               |                  | Bronzová medaile |
| 2002 Bourg-Saint-Maurice | Ivan Pišvejc      |               |                  | Bronzová medaile |
| 2010 Tacen               | Vavřinec Hradilek |               | Stříbrná medaile |                  |
| 2013 Praha               | Vavřinec Hradilek | Zlatá medaile |                  |                  |
| 2015 Londýn              | Jiří Prskavec     | Zlatá medaile |                  |                  |
| 2017 Pau                 | Ondřej Tunka      | Zlatá medaile |                  |                  |
| 2017 Pau                 | Vít Přindiš       |               | Stříbrná medaile |                  |
| 2018 Rio de Janeiro      | Jiří Prskavec     |               | Stříbrná medaile |                  |
| 2019 La Seu d'Urgell     | Jiří Prskavec     | Zlatá medaile |                  |                  |
| 2022 Augsburg            | Vít Přindiš       | Zlatá medaile |                  |                  |

### Muži K1 hlídky kajak
| Mistrovství          | Jméno                                              | Zlato         | Stříbro          | Bronz            |
| -------------------- | -------------------------------------------------- | ------------- | ---------------- | ---------------- |
| 1993 Mezzana         | Luboš Hilgert, Vojtěch Bareš, Pavel Přindiš        |               |                  | Bronzová medaile |
| 1999 La Seu d'Urgell | Jiří Prskavec, Tomáš Kobes, Vojtěch Bareš          |               |                  | Bronzová medaile |
| 2007 Foz do Iguaçu   | Luboš Hilgert ml., Ivan Pišvejc, Vavřinec Hradilek |               |                  | Bronzová medaile |
| 2009 La Seu d'Urgell | Michal Buchtel, Ivan Pišvejc, Vavřinec Hradilek    | Zlatá medaile |                  |                  |
| 2014 Deep Creek Lake | Jiří Prskavec, Vavřinec Hradilek, Vít Přindiš      |               | Stříbrná medaile |                  |
| 2015 Londýn          | Jiří Prskavec, Vavřinec Hradilek, Ondřej Tunka     | Zlatá medaile |                  |                  |
| 2017 Pau             | Jiří Prskavec, Ondřej Tunka, Vít Přindiš           | Zlatá medaile |                  |                  |
| 2018 Rio de Janeiro  | Ondřej Tunka, Vít Přindiš, Jiří Prskavec           |               |                  | Bronzová medaile |
| 2019 La Seu d'Urgell | Jiří Prskavec, Vít Přindiš, Vavřinec Hradilek      |               | Stříbrná medaile |                  |

### Ženy C1 kánoe
| Mistrovství         | Jméno            | Zlato         | Stříbro          | Bronz            |
| ------------------- | ---------------- | ------------- | ---------------- | ---------------- |
| 2011 Bratislava     | Kateřina Hošková | Zlatá medaile |                  |                  |
| 2015 Londýn         | Kateřina Hošková |               | Stříbrná medaile |                  |
| 2017 Pau            | Tereza Fišerová  |               | Stříbrná medaile |                  |
| 2018 Rio de Janeiro | Tereza Fišerová  |               |                  | Bronzová medaile |
| 2021 Bratislava     | Gabriela Satková |               |                  | Bronzová medaile |

### Ženy C1 hlídka kánoe
| Mistrovství   | Jméno                                              | Zlato         | Stříbro          | Bronz            |
| ------------- | -------------------------------------------------- | ------------- | ---------------- | ---------------- |
| 2013 Praha    | Kateřina Hošková, Monika Jančová, Anna Koblencová  |               | Stříbrná medaile |                  |
| 2015 Londýn   | Kateřina Hošková, Monika Jančová, Tereza Fišerová  |               | Stříbrná medaile |                  |
| 2017 Pau      | Tereza Fišerová, Monika Jančová, Eva Říhová        |               |                  | Bronzová medaile |
| 2022 Augsburg | Gabriela Satková, Tereza Fišerová, Martina Satková | Zlatá medaile |                  | Bronzová medaile |

### Ženy C2 hlídky kánoe
| Mistrovství          | Jméno                                                  | Zlato         | Stříbro          | Bronz            |
| -------------------- | ------------------------------------------------------ | ------------- | ---------------- | ---------------- |
| 2018 Rio de Janeiro  | Tereza Fišerová, Kateřina Havlíčková, Gabriela Satková |               | Stříbrná medaile |                  |
| 2019 La Seu d'Urgell | Tereza Fišerová, Eva Říhová, Kateřina Havlíčková       |               |                  | Bronzová medaile |
| 2021 Bratislava      | Tereza Fišerová, Gabriela Satková, Martina Satková     | Zlatá medaile |                  |                  |

### Ženy K1 kajak
| Mistrovství          | Jméno               | Zlato         | Stříbro          | Bronz            |
| -------------------- | ------------------- | ------------- | ---------------- | ---------------- |
| 1997 Três Coroas     | Štěpánka Hilgertová |               | Stříbrná medaile |                  |
| 1999 La Seu d'Urgell | Štěpánka Hilgertová | Zlatá medaile |                  |                  |
| 2003 Augsburg        | Štěpánka Hilgertová | Zlatá medaile |                  |                  |
| 2007 Foz do Iguaçu   | Štěpánka Hilgertová |               |                  | Bronzová medaile |
| 2015 Londýn          | Kateřina Kudějová   | Zlatá medaile |                  |                  |

### Ženy K1 hlídky kajak
| Mistrovství              | Jméno                                                    | Zlato         | Stříbro          | Bronz |
| ------------------------ | -------------------------------------------------------- | ------------- | ---------------- | ----- |
| 2002 Bourg-Saint-Maurice | Marie Řihošková, Marcela Sadilová, Irena Pavelková       |               | Stříbrná medaile |       |
| 2003 Augsburg            | Štěpánka Hilgertová, Vanda Semerádová, Irena Pavelková   | Zlatá medaile |                  |       |
| 2005 Penrith             | Irena Pavelková, Marcela Sadilová, Štěpánka Hilgertová   | Zlatá medaile |                  |       |
| 2006 Praha               | Štěpánka Hilgertová, Irena Pavelková, Marie Řihošková    |               | Stříbrná medaile |       |
| 2007 Foz do Iguaçu       | Štěpánka Hilgertová, Irena Pavelková, Marcela Sadilová   |               | Stříbrná medaile |       |
| 2010 Tacen               | Štěpánka Hilgertová, Irena Pavelková, Marie Řihošková    | Zlatá medaile |                  |       |
| 2011 Bratislava          | Štěpánka Hilgertová, Irena Pavelková, Kateřina Kudějová  |               | Stříbrná medaile |       |
| 2013 Praha               | Štěpánka Hilgertová, Kateřina Kudějová, Eva Ornstová     | Zlatá medaile |                  |       |
| 2015 Londýn              | Kateřina Kudějová, Veronika Vojtová, Štěpánka Hilgertová | Zlatá medaile |                  |       |

### Ženy K2 hlídky kajak
| Mistrovství          | Jméno                                                   | Zlato | Stříbro          | Bronz |
| -------------------- | ------------------------------------------------------- | ----- | ---------------- | ----- |
| 2019 La Seu d'Urgell | Kateřina Kudějová, Veronika Vojtová, Amálie Hilgertová  |       | Stříbrná medaile |       |
| 2021 Bratislava      | Kateřina Kudějová, Antonie Galušková, Lucie Nesnídalová |       | Stříbrná medaile |       |

### Smíšené C2 kánoe
| Mistrovství | Jméno                       | Zlato | Stříbro | Bronz            |
| ----------- | --------------------------- | ----- | ------- | ---------------- |
| 2017 Pau    | Jan Mašek, Veronika Vojtová |       |         | Bronzová medaile |

## Žebříček medailistů

### Muži
| Jméno             | Disciplína | Zlato                                                                                         | Stříbro                                                                                      | Bronz                               | Celkem | Období    | Poznámka                            |
| ----------------- | ---------- | --------------------------------------------------------------------------------------------- | -------------------------------------------------------------------------------------------- | ----------------------------------- | ------ | --------- | ----------------------------------- |
| Jaroslav Volf     | kánoe      | Zlatá medaile · Zlatá medaile · Zlatá medaile · Zlatá medaile · Zlatá medaile · Zlatá medaile | Stříbrná medaile · Stříbrná medaile · Stříbrná medaile                                       |                                     | 9      | 1999-2013 |                                     |
| Ondřej Štěpánek   | kánoe      | Zlatá medaile · Zlatá medaile · Zlatá medaile · Zlatá medaile · Zlatá medaile · Zlatá medaile | Stříbrná medaile · Stříbrná medaile · Stříbrná medaile                                       |                                     | 9      | 1999-2013 |                                     |
| Marek Jiras       | kánoe      | Zlatá medaile · Zlatá medaile · Zlatá medaile · Zlatá medaile · Zlatá medaile · Zlatá medaile | Stříbrná medaile                                                                             | Bronzová medaile                    | 8      | 1993-2007 |                                     |
| Tomáš Máder       | kánoe      | Zlatá medaile · Zlatá medaile · Zlatá medaile · Zlatá medaile · Zlatá medaile · Zlatá medaile | Stříbrná medaile                                                                             | Bronzová medaile                    | 8      | 1993-2007 |                                     |
| Jaroslav Pospíšil | kánoe      | Zlatá medaile · Zlatá medaile · Zlatá medaile · Zlatá medaile · Zlatá medaile                 |                                                                                              |                                     | 5      | 1995-2007 |                                     |
| Jiří Rohan        | kánoe      | Zlatá medaile · Zlatá medaile · Zlatá medaile · Zlatá medaile                                 | Stříbrná medaile · Stříbrná medaile · Stříbrná medaile · Stříbrná medaile · Stříbrná medaile | Bronzová medaile                    | 10     | 1985-1997 | 5 medailí za Československo (1/4/0) |
| Miroslav Šimek    | kánoe      | Zlatá medaile · Zlatá medaile · Zlatá medaile · Zlatá medaile                                 | Stříbrná medaile · Stříbrná medaile · Stříbrná medaile · Stříbrná medaile · Stříbrná medaile | Bronzová medaile                    | 10     | 1985-1997 | 5 medailí za Československo (1/4/0) |
| Jaroslav Pollert  | kánoe      | Zlatá medaile · Zlatá medaile · Zlatá medaile · Zlatá medaile                                 |                                                                                              |                                     | 4      | 1995-2006 |                                     |
| Jiří Prskavec     | kajak      | Zlatá medaile · Zlatá medaile · Zlatá medaile                                                 | Stříbrná medaile · Stříbrná medaile                                                          | Bronzová medaile · Bronzová medaile | 7      | 1995-2017 |                                     |
| Vavřinec Hradilek | kajak      | Zlatá medaile · Zlatá medaile · Zlatá medaile                                                 | Stříbrná medaile · Stříbrná medaile                                                          | Bronzová medaile                    | 6      | 2007-2015 |                                     |
| Ondřej Tunka      | kajak      | Zlatá medaile · Zlatá medaile · Zlatá medaile                                                 |                                                                                              |                                     | 3      | 2015-     |                                     |

### Ženy
| Jméno               | Disciplína | Zlato | Stříbro                                                                                      | Bronz                               | Celkem | Období    | Poznámka                            |
| ------------------- | ---------- | --- | -------------------------------------------------------------------------------------------- | ----------------------------------- | ------ | --------- | ----------------------------------- |
| Štěpánka Hilgertová | kajak      | Zlatá medaile · Zlatá medaile · Zlatá medaile · Zlatá medaile · Zlatá medaile · Zlatá medaile · Zlatá medaile | Stříbrná medaile · Stříbrná medaile · Stříbrná medaile · Stříbrná medaile · Stříbrná medaile | Bronzová medaile · Bronzová medaile | 14     | 1989-2015 | 2 medaile za Československo (0/1/1) |
| Irena Pavelková     | kajak      | Zlatá medaile · Zlatá medaile · Zlatá medaile                                                                 | Stříbrná medaile · Stříbrná medaile · Stříbrná medaile · Stříbrná medaile                    |                                     | 7      | 2002-2011 |                                     |
| Kateřina Kudějová   | kajak      | Zlatá medaile · Zlatá medaile · Zlatá medaile                                                                 | Stříbrná medaile                                                                             |                                     | 4      | 2011-2015 |                                     |